# Giải Otto Hahn
Giải Otto Hahn (tiếng Đức: Otto-Hahn-Preis) là một giải thưởng khoa học của Đức dành cho các nhà khoa học có những đóng góp xuất sắc trong các lãnh vực Vật lý, Hóa học và Khoa học kỹ thuật ứng dụng. Giải được đặt theo tên Otto Hahn, nhà hóa học Đức từng đoạt Giải Nobel Hóa học năm 1944.
Giải này được "Hội Hóa học Đức" (Gesellschaft Deutscher Chemiker, viết tắt là GDCh), "Hội Vật lý Đức" (Deutsche Physikalische Gesellschaft, viết tắt là DPG) và thành phố Frankfurt am Main thiết lập trong mùa xuân năm 2005, bằng việc hợp nhất "Giải Vật lý và Hóa học Otto Hahn" (Otto-Hahn-Preises für Chemie und Physik) và "Giải Otto Hahn của thành phố Frankfurt am Main" (Otto-Hahn-Preis der Stadt Frankfurt am Main) trước kia với nhau (xem bên dưới).
Giải được trao 2 năm một lần xen kẽ giữa Vật lý học và Hóa học. Giải thưởng gồm một huy chương vàng và một khoản tiền là 50.000 euro, trong đó ½ do thành phố Frankfurt am Main, ¼ do Hội Hóa học Đức và ¼ do Hội Vật lý Đức tài trợ. Lễ trao giải thưởng được tổ chức tại "Nhà thờ thánh Phaolô ở Frankfurt" (Frankfurter Paulskirche).

## Các người đoạt giải
- 2005: Theodor W. Hänsch
- 2007: Gerhard Ertl
- 2009: Stefan Hell
- 2011: Manfred Reetz, (Max-Planck-Institut für Kohlenforschung, Mülheim an der Ruhr)
- 2013: Ferenc Krausz

## Các giải tiền thân của giải Otto Hahn

### Giải Vật lý và Hoá học Otto Hahn
Giải Vật lý và Hóa học Otto Hahn là một giải thưởng dành cho những nhà khoa học có đóng góp xuất sắc về Hóa học hoặc Vật lý trong cả lãnh vực lý thuyết hoặc ứng dụng. Giải được thiết lập năm 1953 do Hội các nhà Hóa học Đức và Hội Vật lý Đức. Giải thưởng gồm 1 huy chương vàng, một giấy chứng nhận và một khoản tiền thưởng (năm 2003 là 25.000 euro). 

#### Các người đoạt giải
- 1955: Lise Meitner, Heinrich Wieland
- 1959: Hans Meerwein
- 1962: Manfred Eigen
- 1965: Erich Hückel
- 1967: Georg Wittig
- 1974: Friedrich Hund
- 1979: Rolf Huisgen
- 1986: Heinz Maier-Leibnitz
- 1989: Rudolf Hoppe
- 1998: Dieter Oesterhelt
- 2000: Hans Christoph Wolf
- 2003: Helmut Schwarz

### Giải Otto Hahn của thành phố Frankfurt am Main
Giải Otto Hahn của thành phố Frankfurt am Main được thiết lập năm 1969 nhân dịp kỷ niệm 90 năm ngày sinh của nhà hóa học từng đoạt giải Nobel Otto Hahn, để tưởng niệm người con của thành phố này. Giải do Quỹ Otto Hahn của thành phố Frankfurt tài trợ, với khoản tiền thưởng là 25.000 Đức mã

#### Các người đoạt giải
- 1970: Karl zum Winkel
- 1972: Rudolf Schulten
- 1974: August Weckesser
- 1976: Adolf Birkhofer
- 1979: Wolfgang Gentner
- 1980: Otto Haxel
- 1982: Walter Greiner
- 1984: Heinz Maier-Leibnitz
- 1986: Klaus Knizia
- 1988: Franz Baumgärtner
- 1992: Olga Aleinikova
- 1994: Willi Wölfli
- 1996: Gottfried Münzenberg, Sigurd Hofmann
- 1998: Hans Blix, Jens Volker Kratz, Norbert Trautmann
- 2000: Hartmut Eickhoff, Thomas Haberer, Gerhard Kraft